# Volker von Hagen
Volker von Hagen (* 1923) ist  ein deutscher ehemaliger Journalist und Fernsehredakteur.

## Leben und Wirken
Von Hagen studierte in Frankfurt am Main und dissertierte 1954 zum Thema Integrationsphänomene in Diskussionsgruppen.
Zunächst arbeitete er als Redakteur bei der Neuen Zeitung und Die Welt, weitere Stationen waren die Abteilungsleitung beim Hessischen Rundfunk, Hauptabteilungsleiter ("Politik und Zeitgeschehen") beim ZDF, ab 1971 Chef des Bonner Studios, stellvertretende Chefredaktion und schließlich Koordination und Verantwortlichkeit für das ZDF bei der Gründung des ersten deutschsprachigen Vollprogramms des Satellitenfernsehens 3sat. Ab 1998 wirkte er als freier Journalist.
Der Fernsehjournalist war in den 1960er und 1970er Jahren auch häufiger vor der Kamera zu sehen, zum Beispiel als Gastgeber von TV-Formaten wie Kontrovers, Blickpunkt und Zur Sache oder als Studioredakteur der Hauptausgabe der ZDF-Nachrichtensendung heute.
Am 7. Juli 1982 interviewte von Hagen Klaus Mehnert für die Reihe Zeugen des Jahrhunderts.